# Gauliga Elsass 1942-1943
Navigation
Gauliga Elsaß
1941-1942 Gauliga Elsaß
1943-1944
Le championnat 1942-1943 de Gauliga Elsaß est la troisième édition de la Gauliga Elsaß. Elle a vu la consécration du FC Mülhausen 93 pour la deuxième fois de son histoire.

## Les dix clubs participants
| \| Rasen SC Straßburg SG SS Straßburg SC Schiltigheim FC Hagenau FK Mars Bischheim FC Mülhausen 93 SpVgg Kolmar FC Kolmar SC Schlettstadt 06 FV Walk \| Localisation des clubs. |
| Rasen SC Straßburg SG SS Straßburg SC Schiltigheim FC Hagenau FK Mars Bischheim FC Mülhausen 93 SpVgg Kolmar FC Kolmar SC Schlettstadt 06 FV Walk                               |

| Club                | Nom germanisé      | Classement 1941-1942 | Provenance  |
| ------------------- | ------------------ | -------------------- | ----------- |
| Red Star Strasbourg | SG SS Straßburg    | 1er                  | DH Alsace   |
| RC Strasbourg       | Rasen SC Straßburg | 2e                   | Division 1  |
| SR Colmar           | SpVgg Kolmar       | 3e                   | Division 2  |
| FC Mulhouse         | FC Mülhausen 93    | 4e                   | Division 2  |
| SC Schiltigheim     | -                  | 5e                   | DH Alsace   |
| CS Mars Bischheim   | FK Mars Bischheim  | 6e                   | DH Alsace   |
| FC Haguenau         | FC Hagenau         | 7e                   | DH Alsace   |
| FC Colmar           | FC Kolmar          | 8e                   | DH Alsace   |
| FC La Walck         | FV Walk            | 1er (Basse-Alsace)   | Bezirksliga |
| SC Sélestat         | SC Schlettstadt 06 | 1er (Haute-Alsace)   | Bezirksliga |

## Résumé de la saison
Deux équipes sont reléguées et intègrent les Bezirksligen (groupes de 2e division).

## Classement final
Le FC Mülhausen 93 termine premier du championnat.
| Rang | Équipe             | Pts | J  | G  | N | P  | Bp | Bc | Diff |
| ---- | ------------------ | --- | -- | -- | - | -- | -- | -- | ---- |
| 1    | FC Mülhausen 93    | 31  | 18 | 14 | 3 | 1  | 66 | 9  | +57  |
| 2    | Rasen SC Straßburg | 31  | 18 | 14 | 3 | 1  | 54 | 7  | +47  |
| 3    | SG SS Straßburg    | 28  | 18 | 13 | 2 | 3  | 65 | 14 | +51  |
| 4    | SpVgg Kolmar       | 23  | 18 | 11 | 1 | 6  | 35 | 26 | +9   |
| 5    | SC Schiltigheim    | 13  | 18 | 6  | 1 | 11 | 36 | 56 | -20  |
| 6    | FC Hagenau         | 13  | 18 | 5  | 3 | 10 | 33 | 56 | -23  |
| 7    | SC Schlettstadt 06 | 13  | 18 | 6  | 1 | 11 | 30 | 58 | -28  |
| 8    | FC Kolmar          | 10  | 18 | 5  | 0 | 13 | 19 | 60 | -41  |
| 9    | FV Walk            | 9   | 18 | 4  | 1 | 13 | 32 | 56 | -24  |
| 10   | FK Mars Bischheim  | 9   | 18 | 3  | 3 | 12 | 22 | 50 | -28  |

Légende
- Champion de Gauliga, qualifié pour le championnat national
- Vice-champion de Gauliga
- Relégués en Bezirksliga 1943-1944

## Championnat d'Allemagne
En tant que champion de la Gauliga Elsaß 1942-1943, le FC Mülhausen 93 disputa le championnat d'Allemagne de football 1942-1943, mais il est sévèrement battu 5-1 au premier tout par le futur finaliste FV Saarbrücken.